# ヘイデン・スミス
ヘイデン・スミス（Hayden Smith、1985年4月10日 - ）は、オーストラリアニューサウスウェールズ州出身のラグビー選手。イーシャーRFCに所属している。ポジションはロック(LO)、フランカー(FL)。アメリカ代表キャップは30（2020年7月現在）でワールドカップ2011・2015のアメリカ代表に選ばれた。

## 経歴
ニューサウスウェールズ州ペンリスで生まれ、シドニー郊外のシティ・オブ・ブルー・マウンテンズ内にあるブラブッラの町で育った。2002年にブルーマウンテングラマー高校を卒業した。ティーンエイジャーの時、NBLのシドニー・キングスでトレーニングを積んだ。奨学金を得てアメリカのニューヨーク工科大学に進学、その後コロラド州デンバーのメトロポリタン州立大学へ転校した。同大学ではパワーフォワードとしてプレーした。オーストラリアに帰国後、シドニー・キングスでプレーしたが、同チームは破産した。
大学時代バスケットボールシーズンの終了後、彼は週末にラグビーユニオンでプレーした。デンバー・バーバリアンズでプレーした彼は2008年のオールアメリカンに選ばれた。
2008-09シーズン、イングランドのサラセンズに入団した。アカデミーチームでのプレーの後、ファーストチームに昇格した彼は、翌シーズンはファーストチーム契約を勝ち取り、2011年までにプレミアシップ・ラグビー、ヨーロピアンラグビーチャンピオンズカップで合計43試合に出場した。
またラグビーアメリカ合衆国代表に選ばれた彼は2008年のラグビーウルグアイ代表とのテストマッチでデビュー、ラグビーワールドカップ2011では4試合に先発出場した。この大会を後に彼はいったんラグビーを離れることとなる。
NFLに挑戦することにした彼は、ニューヨーク・ジェッツ、フィラデルフィア・イーグルス、ダラス・カウボーイズ、ワシントン・レッドスキンズ、ニューオーリンズ・セインツのワークアウトを受けた。2012年4月3日、ニューヨーク・ジェッツと契約を結んだが、同年8月31日にウェイバーされ、その翌日ジェッツとプラクティス・スクワッド契約を結んだ。同年10月27日、WRジェイソン・ヒルの代わりにアクティブロースターに昇格、2日後のマイアミ・ドルフィンズ戦でNFLデビューを果たした。12月23日に行われたシーズン最終週のサンディエゴ・チャージャーズ戦でNFL生活で唯一のレシーブを記録した。2013年8月26日にジェッツから解雇された。
2013年12月9日、古巣のサラセンズと契約を結んだ。翌2014年1月、チーム復帰後初出場を果たした。2014-15シーズンのアングロ・ウェルシュカップでは先発出場し、チームは優勝した。
アメリカ代表にも2014年3月のワールドカップ予選で復帰した。2014年6月のワールドラグビーパシフィックネイションズカップにも出場した。
2015-16シーズン終了後、サラセンズを退団、ナショナルリーグ1のイーシャーRFCに加入した。  